# Ambient 1: Music for Airports
Ambient 1: Music for Airports är ett musikalbum av Brian Eno som lanserades 1978 på skivbolaget Polydor. Nyutgåvor har senare getts ut på EG Records. Albumet består av fyra långa kompositioner som komponerades för att passa som bakgrundsmusik på flygplatsterminaler. Han inspirerades att göra albumet efter att ha suttit fast på Köln-Bonns flygplats, och störts av den oroliga miljön där. Albumet består till stor del av korta musikloopar som upprepas och interageras med varandra genom phasing.

## Låtlista
1. "1/1" (Brian Eno, Rhett Davies, Robert Wyatt) - 16:30
2. "2/1" (Eno) - 8:20
3. "1/2" (Eno) - 11:30
4. "2/2" (Eno) - 6:00